# 구 영릉 석물 - 세종대왕 신도비
구 영릉 석물 - 세종대왕 신도비(舊 英陵 石物 - 世宗大王 神道碑)는 서울특별시 동대문구, 세종대왕기념관 경내에 있는 조선시대의 비석이다. 2002년 3월 15일 서울특별시의 유형문화재 제42-1호로 지정되었다.

## 개요
이 비는 이수(螭首)를 포함한 비신(碑身)만 5.7m에 달하는 거대한 대리석비(大理石碑)로서 2년여의 공역(工役) 끝에 문종(文宗) 2년(1452년) 2월 21일 구 영릉(舊英陵) 내에 건립되었다. 앞면의 비명(碑銘)은 정인지(鄭麟趾)가, 뒷면의 비음기(碑陰記)는 김요(金銚)가 지었고, 전액(篆額)과 비명(碑銘)은 안평대군(安平大君) 이용(李瑢)이 썼다. 제작에는 150여 명의 석공(石工)이 동원되었다.
이 비는 영릉(英陵)이 여주(驪州)로 천장(遷葬)될 때 다른 석물(石物)들과 함께 땅에 묻혔었는데 숙종(肅宗) 때 장마로 자연 노출되자 순조(純祖)의 능(陵)인 인릉(仁陵)의 하단 서쪽으로 다시 옮겨 묻혔으며 영조(英祖) 때 일시 발굴, 재 매장되었다가 1974년 내곡동 구룡산기슭에서 세종대왕기념사업회에 의해 최종 발굴되었다.
쌍룡(雙龍)을 조각한 이수(螭首)와 비신(碑身)은 하나로 연결되어 있는데, 이를 떠받치는 귀부(龜趺)는 아직 발굴되지 않아 현재는 자연석으로 만든 귀부(龜趺)로써 대신하고 있다. 발굴 당시만 해도 ‘세종영릉지비(世宗英陵之碑)’라는 6자(字)의 전액(篆額)과 극히 일부의 비명(碑銘) 글씨가 판별 가능했으나 현재는 각자(刻字)가 박락(剝落)되어 알아보기 어려운 상태이다. 그러나 신도비의 내용을 수록한 『열성지상통기(列聖誌狀通紀)』제5권과 『전주이씨준원보첩(全州李氏濬源譜牒)』제1권의 기록에 따르면, 이 비(碑)에는 1) 세종(世宗)이 왕위에 오르게 된 경위, 2) 한글 창제․중국과 관계된 대외관계․유교정책 등이 강조 서술된 세종(世宗)의 업적, 3) 왕후(王后)․빈(嬪)․소생(所生) 관련 사항, 4) 세종(世宗)을 가리켜 정인지(鄭麟趾)가 ‘동방(東方)의 요순(堯舜)’이라 찬송(讚頌)한 시문(詩文) 등 크게 네 가지의 세종대왕 관련 내용이 총 4,886자 53행으로 음기(陰記)되어 있었다고 한다.
‘세종대왕신도비(世宗大王神道碑)’는 한국 왕릉의 마지막 신도비로서 현재 전액(篆額)과 비명(碑銘)이 남아 있지 않아 서체 연구 자료와 사료로서의 가치는 반감되었으나, 비석의 석질(石質)과 제작(製作)면에서 다른 신도비에 비해 진일보한 면을 가지고 있다. 비록 비석의 보존이라는 측면에서는 결과적으로는 해가 되었지만 대개 청란석(靑蘭石)을 쓴 여타 신도비(神道碑)와 달리 대리석(大理石)으로 제작되고, 이수(螭首)에는 다른 신도비에 비해 용문(龍紋)이 보다 섬세하고 정교하게 조각(彫刻)된 점 등은 특히 주목되는 부분이다.

## 같이 보기
- 구 영릉 석물
- 구룡산

## 참고 자료
- 구 영릉 석물 - 세종대왕 신도비 - 국가유산청 국가유산포털